# Кинтана, Мануэль Хосе
Мануэ́ль Хосе́ Кинта́на-и-Лоре́нцо (исп. Manuel José Quintana y Lorenzo; 11 апреля 1772, Мадрид — 11 марта 1857, Мадрид) — испанский поэт, писатель, общественный деятель. Тиртей Войны за независимость Испании и гражданской войны в Испании (1820—1823).

## Биография
В юности Кинтана изуча право в университете Саламанки. Ранние поэтические произведения Кинтаны, в которых он воспевал любовь и красоту, а также первая напечатанная им трагедия: «El duque de Viseo», не представляют собой ничего значительного. В 1805 году автора прославила трагедия «Pelayo», посвящённая готскому герою, возглавившему Реконкисту.
В позднейших стихотворениях: «Al combate de Trafalgar», «Al armamento de las provincias españolas contra las franceses», «A España, después de la revolución de Marzo» и др., давших ему громкую известность, Мануэль Хосе Кинтана воспламенял сердца соотечественников к борьбе против чужеземного ига французских бонапартистов. В 1808 году он занял место секретаря Кортесов и издал ряд энергических прокламаций и манифестов. Однако, после реставрации Фердинанда VII Кинтана был заключен в крепость, где провёл шесть лет. Переворот 1820 года вернул ему свободу и даже высокое административное положение. В 1840 г. Кинтану пригласили быть воспитателем юной королевы Изабеллы II. В 1845 г. он стал сенатором.
В 1854 году Кинтана получил титул испанского гранда, а в 1855 году был коронован во Дворце Сената венцом поэта. Написал ещё несколько трагедий: «Roger de Flor», «El Príncipe de Viana», «Blanca de Borbón» и превосходные биографии знаменитых испанских деятелей («Vidas de españoles célebres»).
Мануэль Хосе Кинтана умер в бедности и был похоронен за королевский счёт.